# Erzbistum Huancayo

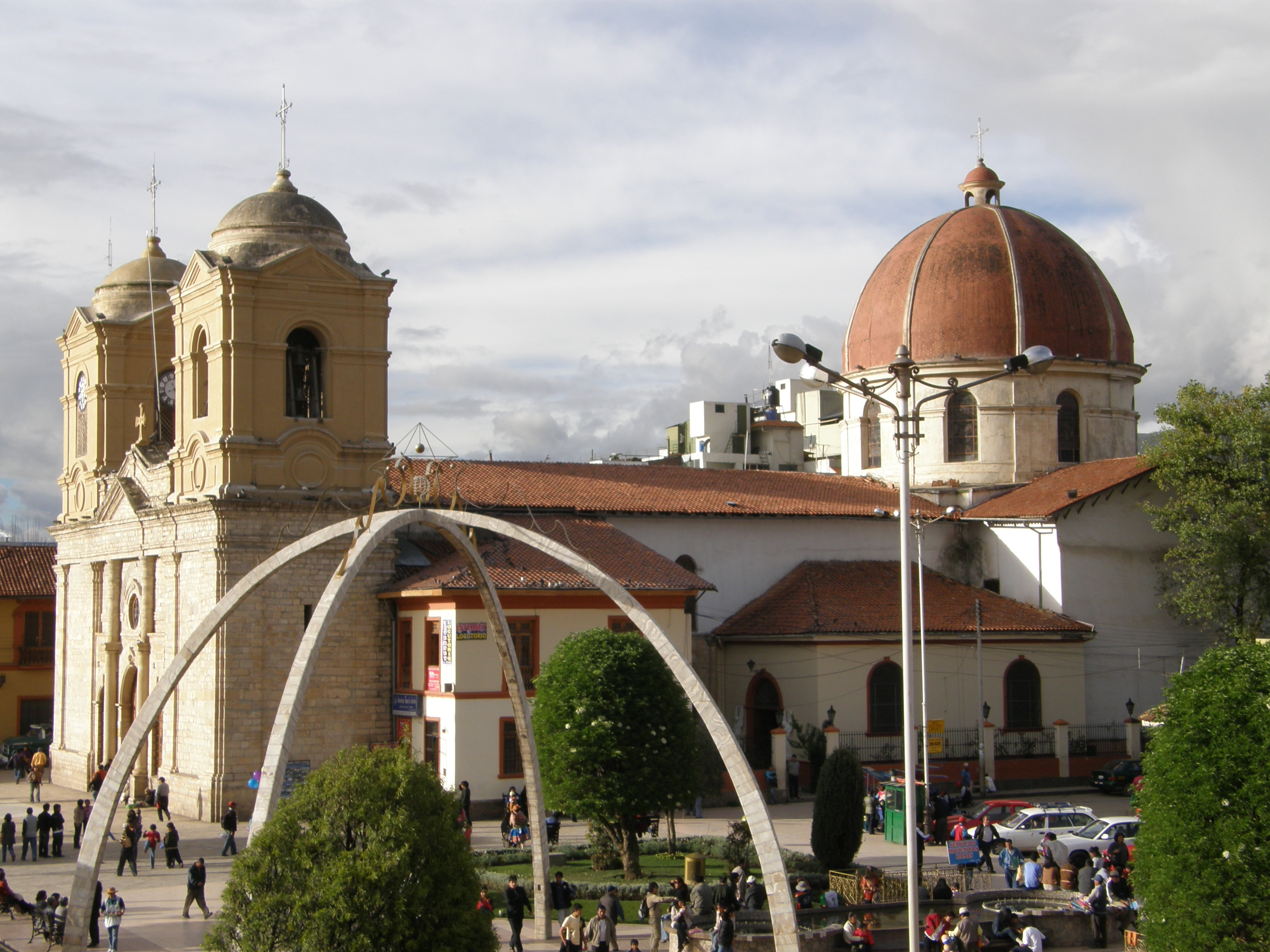
Kathedrale in Huancayo

Das Erzbistum Huancayo (lat.: Archidioecesis Huancayensis) ist ein in den zentralperuanischen Anden gelegenes römisch-katholisches Erzbistum mit Sitz in Huancayo. Es umfasst fünf Provinzen des Departamento Junín: Chupaca, Concepción, Huancayo, Jauja und Yauli mit insgesamt 96 Distrikten.

## Geschichte
Das Bistum Huancayo wurde am 18. Dezember 1944 von Papst Pius XII. mit der Apostolischen Konstitution Supremum Apostolatus munus aus Gebietsabtretungen des Bistums Huánuco errichtet und dem Erzbistum Lima als Suffraganbistum unterstellt. Am 15. Mai 1958 gab das Bistum Teile seines Territoriums zur Gründung der mit der Apostolischen Konstitution Ecclesiae navem errichteten Prälatur Tarma ab. Am 30. Juni 1966 wurde das Bistum Huancayo durch Papst Paul VI. mit der Apostolischen Konstitution Quam sit christifidelibus utilitate zum Erzbistum erhoben.

## Bischöfe

### Bischöfe von Huancayo
- Leonardo José Rodriguez Ballón OFM, 6. Juli 1945 – 13. Juni 1946, dann Erzbischof von Arequipa
- Daniel Figueroa Villón, 22. September 1946 – 17. Dezember 1956, dann Bischof von Chiclayo
- Mariano Jacinto Valdivia y Ortiz, 17. Dezember 1956 – 30. Juni 1966

### Erzbischöfe von Huancayo
- Mariano Jacinto Valdivia y Ortiz, 30. Juni 1966 – 10. Februar 1971
- Eduardo Picher Peña, 31. Mai 1971 – 14. Juni 1984, dann Militärbischof von Peru
- Emilio Vallebuona Merea SDB, 30. August 1985 – 28. November 1991
- José Paulino Ríos Reynoso, 2. Dezember 1995 – 29. November 2003, dann Erzbischof von Arequipa
- Pedro Ricardo Kardinal Barreto Jimeno SJ, 17. Juli 2004 – 12. Februar 2024
- Luis Alberto Huamán Camayo OMI, seit 12. Februar 2024